# Diceratobasis melanogaster
Diceratobasis melanogaster – gatunek ważki z rodziny łątkowatych (Coenagrionidae). Endemit Dominikany.